# Tiriba-grande
Tiriba-grande (nome científico: Pyrrhura cruentata), também chamado popularmente como cara-suja e fura-mato-grande, é uma ave psitaciforme da família dos psitacídeos (Psittacidae).

## Etimologia
O nome vernáculo tiriba, também registrado na forma tiribaí, deriva do tupi *ti'riwa em sentido definido. Foi registrado a primeira vez em 1667 como tiriuo e então em 1928 como teriba.

## Descrição
A tiriba-grande era antigamente comum em grande parte do sudeste da Bahia, Espírito Santo, leste de Minas Gerais e Rio de Janeiro. Sua distribuição atual é altamente fragmentada e agora restrita principalmente a reservas isoladas, como a Reserva Biológica de Sooretama e a Reserva Florestal de Linhares, ambas no Espírito Santo. Permanece comum na Estação Vera Cruz (antiga Reserva de Porto Seguro), na Bahia. Em outros lugares pode ser relativamente comum, mas os números nos grandes Parques Nacionais da Chapada da Diamantina e Monte Pascoal, na Bahia, parecem baixos.
A tiriba-grande habita o dossel de floresta úmida de várzea e borda até 960 metros, pequenas clareiras e florestas de corte seletivo e persiste (ou pelo menos persistiu) em áreas agrícolas onde muitas árvores florestais são mantidas (como plantações de cacau). Favorece a floresta em regeneração rica em Cecropia onde se alimenta de sementes e frutos de árvores de crescimento secundário como Trema micrantha e Cecropia. A alimentação de culturas agrícolas não foi observada na natureza. A reprodução aparentemente ocorre na primavera austral, quando 2-4 ovos são colocados em uma cavidade de árvore.

## Conservação
A população da tiriba-grande é estimada em 2 500-9 999 indivíduos maduros com base em uma avaliação de registros conhecidos, descrições de abundância e tamanho do alcance. Isso é consistente com as estimativas de densidade populacional registradas para congêneres ou parentes próximos com tamanho corporal semelhante, e o fato de que apenas uma proporção da extensão de ocorrência estimada provavelmente será ocupada. O desmatamento extensivo e contínuo é responsável por sua atual distribuição fragmentada. Muitas populações remanescentes são afetadas por ameaças específicas, como conflitos entre a conservação do habitat e os direitos das comunidades locais no Parque Nacional Monte Pascoal, e captura para o comércio de aves de gaiola é um fenômeno relativamente novo. A espécie sobrevive em fragmentos dispersos da Mata Atlântica, onde a extensão do habitat adequado continua a diminuir rapidamente. As populações restantes são pequenas, severamente fragmentadas em reservas isoladas, onde a proteção é principalmente inadequada, e suspeita-se que estejam diminuindo rapidamente. Por conta disso, a União Internacional para a Conservação da Natureza (UICN / IUCN) classificou a tiriba-grande como vulnerável.
No Brasil, consta em várias listas de conservação: em 2005, foi classificada como em perigo na Lista de Espécies da Fauna Ameaçadas do Espírito Santo; em 2010, como criticamente em perigo na Lista de Espécies Ameaçadas de Extinção da Fauna do Estado de Minas Gerais de 2010; em 2014, como vulnerável na Portaria MMA N.º 444 de 17 de dezembro de 2014; em 2017, como vulnerável na Lista Oficial das Espécies da Fauna Ameaçadas de Extinção do Estado da Bahia; em 2018, como vulnerável no Livro Vermelho da Fauna Brasileira Ameaçada de Extinção do Instituto Chico Mendes de Conservação da Biodiversidade (ICMBio) e como em perigo na Lista das Espécies da Fauna Ameaçadas de Extinção no Estado do Rio de Janeiro; e em 2022, como vulnerável na Lista Oficial da Fauna Brasileira Ameaçada de Extinção: Aves. Anexo 2 Portaria MMA N.º 148, de 7 de junho de 2022. A tiriba-grande foi ainda incluída no Apêndice I da Convenção sobre o Comércio Internacional das Espécies Silvestres Ameaçadas de Extinção (CITES), que proíbe seu comércio.